# 碧螺春

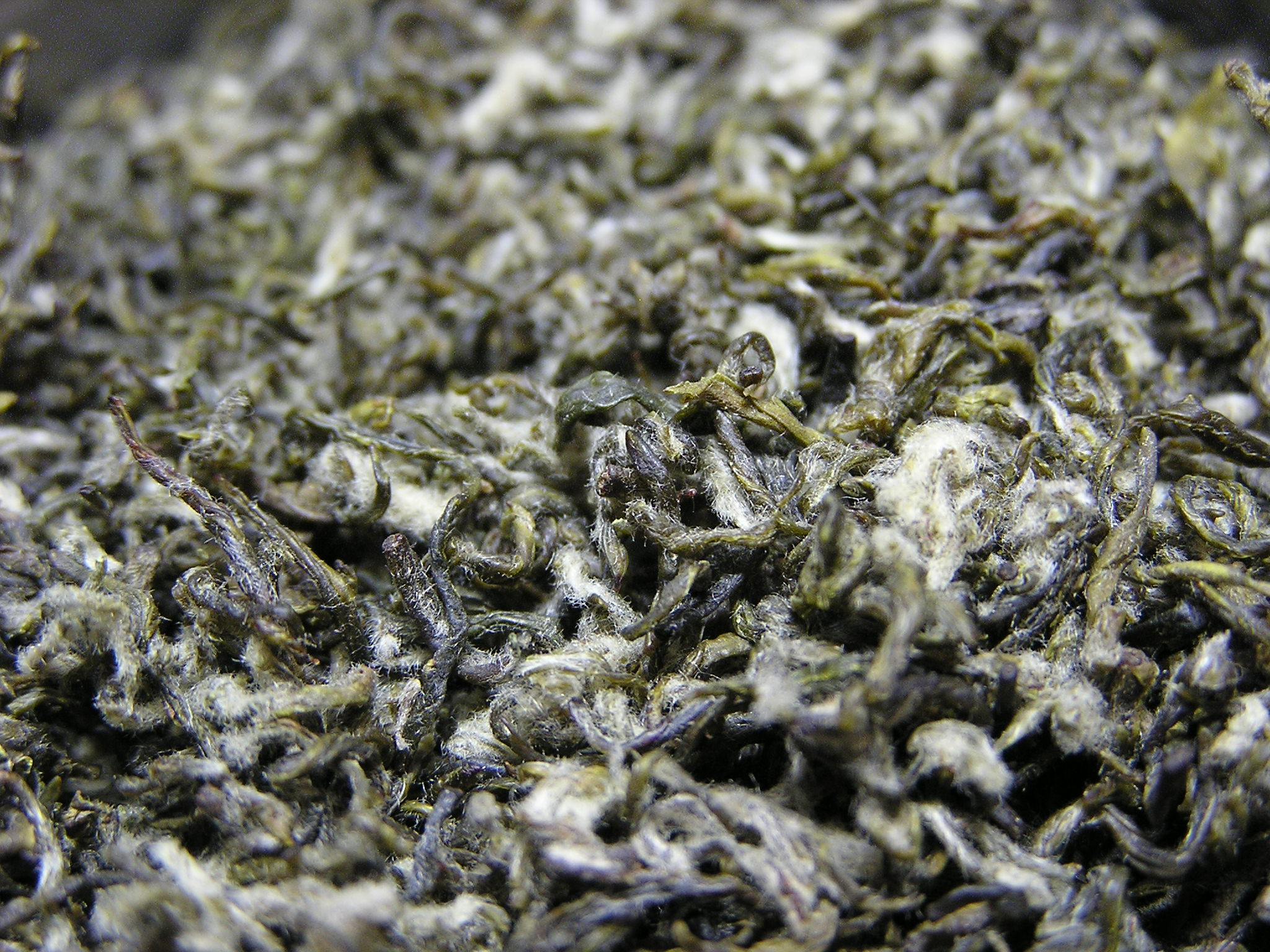
碧螺春の茶乾

碧螺春（へきらしゅん）は、中国の緑茶で、中国十大銘茶の一つ。産地は、江蘇省の太湖の島洞庭山である。
清代の随筆『柳南随笔』によれば、洞庭山の碧螺峰にはもともと野性の茶樹があり、地元の人々が長年この茶を摘んでいた。ある娘が茶籠一杯に茶を摘んで、持ち切れなくなった分を懐にしまった。すると茶葉が体温を得て突然芳香を放ったため、娘は「吓煞人香（人をびっくりさせる香りだ）」と言った。それからこの茶を「吓煞人」と呼ぶようになった。
清の康熙帝が南巡した折、この茶を賞味するが、人々がこの茶を蘇州語で「嚇煞人：（茶の香が素晴らしくて）びっくりする」と呼ぶのを聞き、その卑俗な表現を厭うて、色が緑で形が螺旋で香が馥郁としていることから「碧螺春」と直々に命名し、それ以降、宮廷で使用するお茶として納めさせたという故事来歴が特に有名である。これは顧禄『清嘉録』の「三月、茶貢の条、案語」に観られる逸話である。
ただし、太湖洞庭山上の東山に、碧螺峰があることから、この峰に因み名づけられたというのが、実情であろう。

## 形態
形状が、他の緑茶に見られない、白い産毛を持ち、螺旋形をしているところに特徴がある。この白い産毛の多いほど、風味が高いと言われる。

## 製法
製作の手順は、茶葉を採取した後、釜で煎ることで茶葉内の酵素による発酵を止める殺青を行い、茶葉の味を揉捻によって均等に行き渡らせ、最後に茶葉の水分を除く乾燥をして仕上げる。

## 現状
歴史的な故事来歴や、他の緑茶にはない甘く香しい風味から、中国内外で知名度が高い。それに伴い、太湖の洞庭山で産出される量を遥かに越える「碧螺春」が流通している。太湖周辺で産出される碧螺春もあれば、江蘇省の幾つかの場所で産出される碧螺春もあり、更に他の省で産出される碧螺春も存在する。産地の名を冠して「洞庭碧螺春」「安徽碧螺春」等の分類がなされることがある。中でも清明節前に茶葉を採取した「明前洞庭碧螺春」が最高級とされる。また、品質の良くない碧螺春の茶葉にジャスミンの香を付け、花茶として「茉莉碧螺」の製品もある。
茶葉の採取される時期と部位、殺青と揉捻する時の量などで、価格が変化する。特級、一級、二級に分類されて茶行で販売される。飲用の方法は、龍井茶を参照。ただし、龍井茶や他の多くの一般的な茶と異なり碧螺春は特徴的な産毛を持つ事から、産毛が気泡を持ち熱湯に沈みにくい性質を利用して、茶葉に湯を注ぐのではなく湯を入れたガラス製などの透明な茶器に後から茶葉を投入し、浮いた茶葉が徐々に沈み往く香と味の変化を楽しむ手順も好まれる。ただ、碧螺春に似せて作られた茶葉は、産毛を持たないことから、お湯に沈み易い。このことから、「碧螺春はお湯に沈み易い性質があり、お湯に茶葉を入れる手法が好まれる。」という表現が見られることもある。